# 宇都宮市立城山西小学校
宇都宮市立城山西小学校（うつのみやしりつしろやまにししょうがっこう）は、栃木県宇都宮市古賀志町にある小規模特認校の公立小学校。

## 沿革
周辺には江戸時代から数百人を指導する塾があり教育を重んじる地域だった。
- 1875年（明治8年）12月23日 - 華蔵院跡に学貫舎創設[2]
- 1885年（明治18年）7月 - 古賀志小学校と改称
- 1922年（大正11年） - 校長代理の野沢岩蔵が旧制一高の寮歌の曲を転用し愛郷歌作製[3]
- 1892年（明治25年）11月 - 城山尋常小学校西校と改称
- 1941年（昭和16年）4月1日 - 城山西国民学校と改称
- 1947年（昭和22年）4月1日 - 城山村立西小学校と改称
- 1954年（昭和29年）4月1日 - 宇都宮市との合併により宇都宮市立城山西小学校と校名を改める[4]
- 1957年（昭和32年） - 古賀志町の一部が鹿沼市に編入され、学区が縮小した[5]。
- 1973年（昭和48年） - 近くに栃木県立盲学校が新築移転し、同校との交流教育が始まる。
- 1981年（昭和56年） - 文部省より「心身障害児理解推進校」に指定される[6]
- 1982年（昭和57年） - 体育館完成。
- 2003年（平成15年） - 孝子桜がうつのみや百景に選定[7]。
- 2005年（平成17年） - 小規模特認校指定を受ける。創立130周年事業としてPTAと児童が協力して名所案内板を作成し地域に設置

## 児童減少対策
- 1957年をピークに児童数は減少し、1968年には100名以下となり複式学級も発生した。
- 隣接する宇都宮市立城山中央小学校の学区域の家庭を歴代PTA会長が戸別訪問し、城山西小への通学を依頼し、バス通学の定期券代を負担するなどを行った結果、複式学級は1968年度の1年間のみだった[8]。
- 1990年時点で城山中央小学区から30人程度が城山西小へ路線バス（宇都宮駅〜西田中入口線）を使用して通学していたが、1994年3月に路線バスが休止（翌年に廃止）後は、城山中央小学校区からの入学者がいなくなった[9]。
- 1996年には、PTAや地域に閉校の危機を感じる声が起こり、地域出身の市議を会長に「城山西小と地域を考える会」が発足した[10]。
- 1997年には、2･3年生が複式学級に[11]。
- 1999年には、2･3年生と4･5年生が複式学級になり、城山西小全体で4学級編制になり危機感も高まった[12]。
- 2003年11月26日 宇都宮市教育委員会の通学区域審議会より「城山西小は、小規模特認校として児童数の増加に務めること、5年後をめどに複式学級が解消されない場合は『統廃合』する」との答申が教育委員会へ出された[13]。
- 2005年に小規模特認校に指定、児童数35名。
- 2016年に特認校となってからは最多の児童数98名（うち63名が特認校制度で学区外より通学）に。

### PTA活動
- 2006年（平成18年）時点では、在学児童の保護者である「在籍会員」30世帯に加えて、地域の約160世帯が「不在籍会員」となりPTA会費を払いPTAや城山西小を応援している[14]。
- 実質的な活動は在籍会員のみだが、PTA会議や活動には父親が積極的に参加し、行事には夫婦揃って参加も少なくない[14]。
- 会員には自営業の建設業者や大型の農業用機械を持つ農家も多く校長がPTAを招集して給食農園を整備した[15]、校門脇の案内板もPTAによって作製・設置された。

### 映画
2019年（平成31年）3月22日に公開された ドキュメンタリー映画『奇跡の小学校の物語 この学校はなくさない!』は城山西小を舞台とした作品である。監督は安孫子亘が務め、これを縁にコロナウイルス感染症の流行により開館できない宇都宮市立南図書館が立松和平著の絵本『黄ぶな物語』の朗読を収録する際（2020年4月）に安孫子が撮影を務めた。映画のナレーションはダイアモンド✡ユカイが担当した。

## 孝子桜

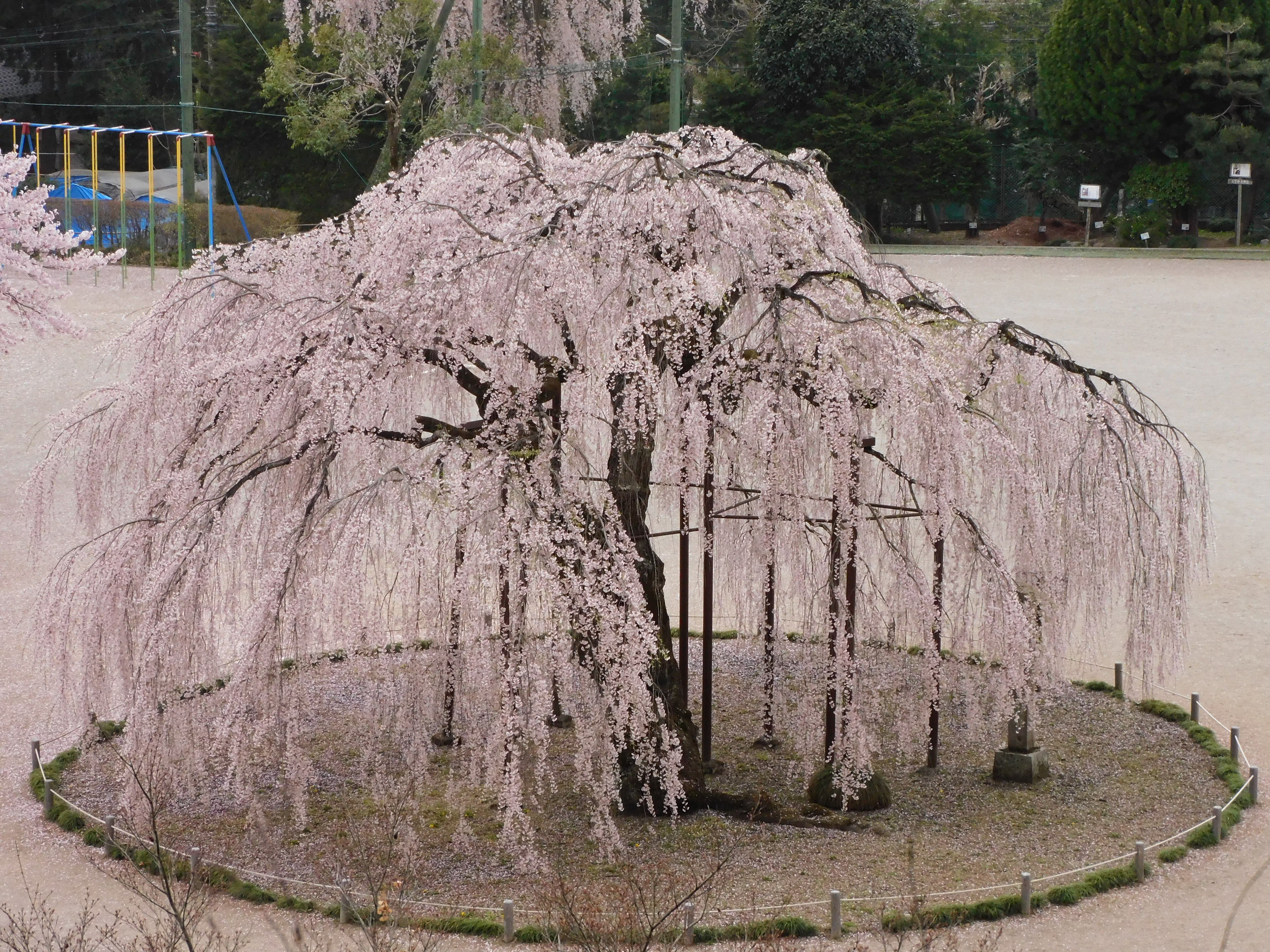
孝子桜（2023年）

- 校庭の中央に生えているシダレザクラで樹齢は400年を超える。シダレザクラは園芸種のため華蔵院時代に植えられたとみられる。華蔵院は明治初年の神仏分離、廃仏運動により廃寺となったが、1875年の学貫舎開設後も残され、1959年（昭和34年）3月に宇都宮市の天然記念物に指定された[19]。
- 冬のある日、病気の父親から「早く桜が見たい」と言われた息子が古賀志山中腹の大日如来に祈ったところ、翌朝は春の陽気で桜が満開になっていたとの伝説から孝行息子にちなみ「孝子桜（こうしざくら）」と呼ぶようになった。
- 1994年に樹勢回復作業を実施[20]、2000年に2回目の樹勢回復作業を実施し、幹の負担が増す太枝を切除、幹周りだけでなく根の発根対策や土の入れ替え、周囲の木々の移設などを行った。翌年は回復作業の影響もあり衰えたが、翌々年には桜が咲いた[21]。
- 2001年に教職員の異動も考慮し、事務局を城山西小とした上で孝子桜の維持管理を引受ける住民組織「古賀志の孝子桜愛護会」発足[22]。

## 特認校として
- 周辺に農家が多いことから「安全でおいしい給食」をテーマに給食食材の地産地消を強化している。隣接の給食農園では食材用の野菜を地域の老人会「古桜会」が無農薬で栽培（夏場の草取りは地域の高齢者が担当）している[23]。
- 城山西小の全生徒を対象とした放課後活動「こがし桜スクール」を開催するほか、19時まで児童を預かる。
- 土曜日には「サタデースクール」を開催し、これに在校生とともに転入学予定児童とその保護者も参加し事前に交流を図っている[24]。

### 文化人の会
2004年に当時の校長が城山西小へ赴任前の職場の上司でもあった書家の桜井敬朔に学校を救うために協力要請し、桜井は退職後は芸術サロン的な場を作ろうと思い描いており、これを城山西小で実現させようと、彫刻家の粕谷圭司、舞踏家の妻木律子、陶芸家の林香君、琴演奏者の和久文子に声をかけて、文化人の会を結成。授業やサタデースクールで講師を担当するなど、折に触れて密接に関わっている。

### 会話科
- 日本語と英語でのコミュニケーション能力向上を目的とし、年間で35時間を当てている。
  - 日本語は外部講師としてエフエム栃木アナウンサーの佐藤望や渡辺裕介、シンガーソングライターのサトウヒロコ、らくりん座の劇団員が協力し計17時間[26]。
  - 英語は外国人の非常勤講師による指導や留学生との交流に計18時間。
- 2009年より市議会議員の提言を受けて、日常的に英語を使えるよう外国人の講師は専任講師として授業時間以外にも朝から夕方まで学校に常駐している。

## 学校行事
- 4月 古賀志の孝子桜祭り（桜まつりと児童の発表会や進学のお祝いを兼ねる地域主体の催し）
- 8月 勤労奉仕（保護者とともに地域総出で草刈機などを持ち込み本格的に行う）
- 9月 地域合同運動会（児童の他、保護者や地域住民と合同の運動会）

## 盲学校との交流
栃木県立盲学校との交流は、盲学校が1973年に近隣に移転新築されてから開始されたが、1981年の「心身障害児理解推進校」の指定を受けてから、より内容が深まった。年間を通してオリエンテーリングや演劇鑑賞会などの交流を行っている。

## 卓球
- 体育館完成後の1982年2月8日にこけら落としとして卓球世界チャンピオン長谷川信彦と伊藤繁雄が来校[27]。

当時は卓球のできる児童がいなかったので、当時のPTA会長を団長にして「城山西小スポーツ少年団」を結成し、中学時代に卓球の経験があった大貫重雄がコーチとして呼ばれた。大貫の子どもは城山西小に入学前であったが、諸先輩に呼ばれ仕方なくコーチを引き受け、子どもが入学しPTA在籍会員になっても、子どもが卒業しても「仕事の後は城山西小体育館で卓球のコーチ」という生活を続けた。
- 1987年卒業の大柿柴保は、この少年団時代に全国大会で好成績を収め、卒業後に全日本大会で3回優勝した。

大柿の活躍で知名度も上がり、学区外の児童も少年団に参加するようになった。福原愛も仙台から城山西小体育館へ通った。
- 当初は城山西小児童約30人で活動を始めたこの少年団も、学区外からの児童が多くなり優秀な成績を収める一方、入団する城山西小の児童は減少し、一人もいなくなった時点で「城山西小スポーツ少年団」は解散し、大貫コーチも引退を考えたが、城山西小側から体育館と設備の貸出は継続するとのことで「城山卓球クラブジュニア」という私設クラブとなった[30]。

## 通学区域
- 学区としては、宇都宮市古賀志町および福岡町の一部[31]。
- 小規模特認校として、宇都宮市内全域からの通学が可能。

バス路線やスクールバスは無いため、学区外からの通学は保護者による送迎が必須となるが、学校まで送迎すると児童の体力低下が懸念されることから、城山西小学校から東へ約1.6kmの地点に登校班集合場所を設け、そこから徒歩で登校するようにした。

## 交通
- JR宇都宮駅より西方向に約14km
- 日光線文挟駅より南東方向へ約5km